# ریتسگروده
ریتسگروده (به آلمانی: Ritzgerode) یک منطقهٔ مسکونی در آلمان است که در مانزفیلد واقع شده‌است. ریتسگروده ۸۷ نفر جمعیت دارد.